# Stethynium gladius
Stethynium gladius är en stekelart som beskrevs av Girault 1915. Stethynium gladius ingår i släktet Stethynium och familjen dvärgsteklar. Inga underarter finns listade i Catalogue of Life.